# 安德烈·康查洛夫斯基
安德烈·谢尔盖耶维奇·米哈尔科夫-康查洛夫斯基 （俄语：Андре́й Серге́евич Михалко́в-Кончало́вский，1937年8月20日—）是俄罗斯的电影导演、编剧与制片人。

## 生平
1937年8月20日，安德烈·康查洛夫斯基生于苏联莫斯科的艺术世家，1952年毕业于中央音乐学校，1957年在莫斯科音乐大学，后在莫斯科州立音乐学校学习钢琴。苏联国家电影学院（VGIK）导演专业学习期间，师从米哈伊尔·罗姆。之后担任《压路机与小提琴》、《伊凡童年》的编剧。1965年导演处女作是改编自艾特马托夫同名小说《第一个教师》，女主角娜塔丽亚·阿伦巴萨洛娃荣获威尼斯影展影后，不久二人结婚。第二部导演作品《阿霞·克里亚契娜的故事》由于对现实状况毫无保留地刻画，遭到当局禁演，直到1988年才得以公映。 被警告之后，康查洛夫斯基便转为以拍摄文学作品改编成电影为主。
1972年的自编自导的《阿萨克的年底》取得巨大成功，当年观影人次突破3000万，并获得了哈萨克苏维埃社会主义共和国的国家大奖。之后的作品便屡屡获奖，《恋人曲》获得了1974年卡罗维发利电影节最高奖水晶地球仪奖。1978年的《西伯利亚颂》获得戛纳电影节评审团特别奖，蜚声国际。
后移居美国，拍摄类型片，多个出演由他导演作品的演员提名甚至荣获大奖，如《逃亡列车》、《羞怯的人》具有国际影响力。直到冷战结束，康查洛夫斯基才回国拍片。鉴于其在电影领域取得的成绩，苏联政府在1980年授予他“国民艺术家”的称号。2002年公映以第一次车臣战争为背景的影片《愚人屋》再次在世界影坛大放异彩，荣获威尼斯电影节评委会大奖。同年起，他成为美国电影艺术与科学学院终身成员，2005年被法国文化部授予艺术及文学勋章军官勋位。由于对“电影节的杰出贡献和俄法两国文化交流的推动”，2011年康查洛夫斯基被授予法国荣誉军团勋章骑士勋位。 
2005年，他成立了“安德烈·康查洛夫斯基制作中心”，为俄罗斯NTV、Zvezda等电视频道、剧院制作节目，并出版发行书籍。首次尝试3D技术的《胡桃夹子》在2010年全球公映，反响不佳。
2011年8月，安德烈·康查洛夫斯基在《俄罗斯报》上发表文章《回顾苏联》，讲述他所见证的历史变革。
2014年9月以《邮差的白夜》获得第71届威尼斯电影节最佳导演银狮奖。
2016年,《战争天堂》入选第73届威尼斯影展主竞赛片并再次获得最佳导演奖。

## 个人生活
曾祖父苏里科夫是已名画家，父亲谢尔盖·米哈尔科夫是前苏联二战时期新国歌《牢不可破的联盟》的创作者，后俄罗斯时任总统的普京在2000年再次邀请他为俄罗斯国歌填词。 母亲则是一名诗人与翻译家。弟弟尼基塔·米哈尔科夫亦是颇具国际知名度的导演被誉为俄罗斯的“斯皮尔伯格”，并以《烈日灼人》一片荣获1995年奥斯卡最佳外语片。

## 作品

### 电影
| 拍摄时间 | 片名                       | 职务                     | 获奖 | 備註                                 |
| 1960年   | 《压路机与小提琴》         | 编剧                     | |                                      |
| 1961年   | 《男孩与鸽子》             | 导演、编剧               | 威尼斯儿童与青年电影节首奖 | 与E. Ostashenko联合毕业作品          |
| 1962年   | 《伊万的童年》             | 编剧                     | |                                      |
| 1965年   | 《第一个教师》             | 导演、编剧               | 芬兰国家电影奖（Jussi Award）最佳外国导演 威尼斯电影节最佳女演员（娜塔丽亚·阿伦巴萨洛娃） 提名 — 威尼斯电影节金狮奖                                                                              | 故事片导演处女作                     |
| 1967年   | 《阿霞·克里亚契娜的故事》  | 导演                     | 柏林国际电影节国际影评人费比西奖 俄罗斯尼卡奖最佳导演 提名 — 柏林电影节金熊奖 | 曾被禁映，1988年才得以上映并参加评奖 |
| 1967年   | 《塔什干，一个丰富的城市》 | 联合编剧                 | |                                      |
| 1969年   | 《贵族之家》               | 导演、编剧               | 芬兰国际电影节最佳外国导演 |                                      |
| 1969年   | 《安德烈·鲁勃廖夫》        | 联合编剧                 | |                                      |
| 1970年   | 《万尼亚舅舅》             | 导演、编剧               | 芬兰国际电影节最佳外国导演 圣塞巴斯蒂电影节银贝壳奖 |                                      |
| 1970年   | 《哥萨克的年底》           | 联合编剧                 | |                                      |
| 1972年   | 《小伙子，我们在等你》     | 联合编剧                 | |                                      |
| 1972年   | 《第七个子弹》             | 联合编剧                 | |                                      |
| 1974年   | 《恋人曲》                 | 导演                     | 卡罗维发利电影节水晶地球仪奖 |                                      |
| 1979年   | 《西伯利亚颂》             | 导演                     | 戛纳电影节评审团特别奖 |                                      |
| 1982年   | 《樱桃树》                 | 导演                     | 提名 — 奥斯卡金像奖最佳短片 | 短片，到美国后首部作品               |
| 1983年   | 《玛利亚的情人》           | 导演、联合编剧           | 意大利国家影评人与记者联合会银丝带奖 提名 — 法国凯撒奖最佳外语片 |                                      |
| 1985年   | 《逃亡列车》               | 导演                     | 金球奖剧情类最佳男主角（强·沃特） 提名 — 奥斯卡金像奖最佳男主角（强·沃特） 提名 — 奥斯卡金像奖最佳男配角（艾瑞克·罗伯特） 提名 — 奥斯卡金像奖最佳剪辑（亨利·理查德森） 提名 — 戛纳电影节金棕榈奖 |                                      |
| 1986年   | 《怨女春曲》               | 导演、联合编剧           | 提名 — 金球奖最佳女主角（朱莉·安德鲁斯） |                                      |
| 1987年   | 《羞怯的人》               | 导演、联合编剧           | 戛纳电影节最佳女演员（芭芭拉·赫尔希） 提名 — 戛纳电影节金棕榈奖 提名 — 独立精神奖最佳女配角（玛莎·普林顿）                                                                                       |                                      |
| 1989年   | 《怒虎狂龙》               | 导演                     | |                                      |
| 1989年   | 《超级拍档》               | 导演                     | 圣塞巴斯蒂安电影节金贝壳奖 |                                      |
| 1992年   | 《隐藏的秘密》             | 导演、联合编剧           | 提名 — 俄罗斯尼卡奖最佳作曲（Edward Artemiev） 提名 — 柏林电影节金熊奖 |                                      |
| 1994年   | 《我的小鸡》               | 导演、联合编剧、联合制片 | 挪威特罗姆瑟国际电影节Import Award 爱沙尼亚Kinoshock电影节大奖 提名 — 戛纳电影节金棕榈奖 提名 — 俄罗斯尼卡奖最佳影片 提名 — 俄罗斯尼卡奖最佳女主角（茵娜·丘里科娃）                              |                                      |
| 2002年   | 《愚人屋》                 | 导演、制片人             | 威尼斯电影节评委会大奖 联合国儿童基金会大奖 挪威卑尔根国际电影节评委会荣誉奖 提名 — 威尼斯电影节金狮奖                                                                                           |                                      |
| 2007年   | 《华丽人生》               | 导演                     | MTV俄罗斯电影奖最佳女演员 |                                      |
| 2010年   | 《胡桃夹子3D》             | 导演、联合编剧、制片人   | |                                      |
| 2010年   | 《最后一站》               | 监制                     | |                                      |
| 2016年   | 《战争天堂》               | 导演                     | 第73届威尼斯国际电影节最佳导演奖 |                                      |
| 2020年   | 《亲爱的同志》             | 導演                     | 威尼斯影展評審團特別獎 |                                      |

### 电视
| 拍摄时间 | 片名       | 职务 | 获奖 | 備註 |
| 1997年   | 《奥德赛》 | 导演 | 黄金时段艾美奖最佳迷你剧/电视电影导演 黄金时段艾美奖最佳迷你剧/电视电影特效（迈克·麦克利） 提名 — 金球奖最佳迷你剧 提名 — 金球奖最佳迷你剧男主角（阿曼德·阿山特） |      |
| 2003年   | 《冬狮》   | 导演 | 金球奖奖最佳迷你剧/电视电影女主角（格伦·克洛斯） 美国演员工会奖最佳电视电影女主角 蒙特卡洛国际电视节最佳迷你剧导演 黄金时段艾美奖最佳服装设计（C·博伊尔、M. Rubalcava、R. McGuirke） 提名 — 金球奖最佳迷你剧 提名 — 金球奖最佳迷你剧男主角（帕特里克·斯图尔特） 提名 — 黄金时段艾美奖最佳迷你剧/电视电影 提名 — 黄金时段艾美奖最佳迷你剧/电视电影导演 提名 — 黄金时段艾美奖最佳迷你剧/电视电影女主角（格伦·克洛斯） |      |

## 舞台剧

### 话剧
| 拍摄时间 | 片名                | 備註                                   |
| 1985年   | 《叶普根尼·奥涅金》 | 意大利史卡拉歌剧院                     |
| 1990年   | 《黑桃皇后》        | 意大利史卡拉歌剧院                     |
| 2005年   | 《朱莉小姐》        | 俄罗斯莫斯科Malaya Bronnaya剧院        |
| 2006年   | 《李尔王》          | 波兰华沙Na Woli剧院                    |
| 2007年   | 《海鸥》            | 意大利巡演、1987年在法国巴黎奥迪安剧院 |
| 2009年   | 《万尼亚舅舅》      | 俄罗斯莫斯科墨索维剧院                 |

### 歌剧
| 拍摄时间 | 片名                | 備註                       |
| 2000年   | 《战争与和平》      | 俄罗斯圣彼得堡马林斯基剧院 |
| 2001年   | 《假面舞会》        | 俄罗斯圣彼得堡马林斯基剧院 |
| 2010年   | 《鲍里斯·戈都诺夫》 | 意大利都灵Teatro Regio剧院 |

## 传记
- 2007年：纪录片《安德烈·康查洛夫斯基与舞台》导演：尼基塔·吉洪诺夫
- 2007年：纪录片《安德烈·康查洛夫斯基与大银幕》导演：Alexei Kolesnikov

## 相关连接
- 官方网站 （页面存档备份，存于）
- 制作中心官方网站 （页面存档备份，存于）
- 安德烈·康查洛夫斯基在互联网电影资料库（IMDb）上的資料（英文）
- 安德烈·康查洛夫斯基在豆瓣上的资料（简体中文） （中文）